# Хатиодзи
Хатио́дзи (яп. 八王子市 Хатио:дзи-си) — центральный город, расположенный в столичном округе Токио в районе Канто в 40 километрах к западу от центра Большого Токио.
Площадь города составляет 186,31 км², население — 579 605 человек (1 октября 2020), плотность населения — 3110,97 чел./км². Это восьмой по величине город в районе Большого Токио. С трех сторон Хатиодзи окружен горами, которые формируют котловину, открывающуюся на восток в сторону Токио. Среди гор необходимо выделить Такао (599 м) и Дзимба (857 м), которые пользуются большой популярностью среди туристов. Через Хатиодзи проходят две федеральные автострады: 16-я государственная дорога (яп. 国道16号), связывающая город Кавагоэ на севере с Иокогамой на юге, и 20-я дорога, бывшая Косю Кайдо.

## История
Несмотря на тот факт, что Хатиодзи обрел статус города только 1 сентября 1917 года, он долгое время служил важным перевалочным пунктом и почтовой станцией на Косю Кайдо, основной дороге, в средние века соединявшей исторический Эдо (современный Токио) с западом Японии, в период Эдо. Некоторое время над Хатиодзи доминировал замок, построенный в 1584 году Ходзё Удзитэру (яп. 北条氏照), но в 1590 году он был разрушен, оказавшись на пути Тоётоми Хидэёси, собиравшего воедино японские земли.
В эпоху Мэйдзи Хатиодзи процветал, будучи важным местом производства шёлка и шёлковых изделий. Производство сошло на нет в 60-е годы XX века. Сегодня Хатиодзи известен как «спальный район» для работающих в столице и как город, давший приют большому количеству крупных университетов и колледжей.
Во время Второй мировой войны в Хатиодзи была проведена публичная казнь сбитых американских пилотов, которым отрубили головы мечами. После того, как американские летчики увидели опубликованные фото смерти своих товарищей, в обиход была запущена поговорка: «Оставь одну для Хатиодзи». В результате, каждый американский экипаж старался сбросить на город хотя бы одну бомбу, вне зависимости от полетного задания. Разрушения в Хатиодзи от бомбардировок были настолько ужасными, что долгие десятилетия американским военным было рекомендовано не показываться в городе во избежание неприятностей.

## Достопримечательности
- Императорское кладбище

## Образование
Благодаря переносу учебных заведений, производившемуся со второй половины 1960-х годов, Хатиодзи стал одним из ведущих университетских городов Японии. Также, в 1980-х годах здесь продолжали основываться библиотеки, культурные центры и учреждения общественного образования. Хатиодзи располагает в общей сложности двадцатью тремя университетами и колледжами.

## Экономика
В Хатиодзи базируются корпорации «Кенвуд» (электроника) и «Ниси Токё Бус» (автобусные перевозки), расположены торговые центры и универмаги «Сого».

## Транспорт
- Кокудо 16

## Индустриальное производство
В индустриальном парке Северного Хатиодзи сосредоточены заводы производителей высокоточных измерительных приборов и электронных устройств. Наряду с ними, в связи с удобством транспортной инфраструктуры, в этом районе широко представлены базы логистических компаний.